# Incidente entre Portugal y Venezuela de 2020
El incidente entre Portugal y Venezuela de 2020 ocurrió el 30 de marzo cuando el buque guardacostas Naiguatá de la Armada Bolivariana fue hundido en un choque con el crucero de bandera portuguesa RCGS Resolute. El suceso provocó una tensión diplomática entre ambas naciones atlánticas, especialmente porque ocurrió en un área difusa del mar Caribe.
Todos los tripulantes del buque venezolano hundido sobrevivieron, se iniciaron un intercambio de acusaciones sobre la responsabilidad entre el gobierno de Portugal y el gobierno de Venezuela encabezado por Nicolás Maduro (parcialmente reconocido). El primero dijo que el Resolute se encontraba en aguas internacionales y los tripulantes venezolanos dispararon contra el Resolute, mientras que el segundo acusó al Resolute de estar en aguas territoriales sin permiso y de no rescatar a los tripulantes del Naiguatá.

## Antecedentes

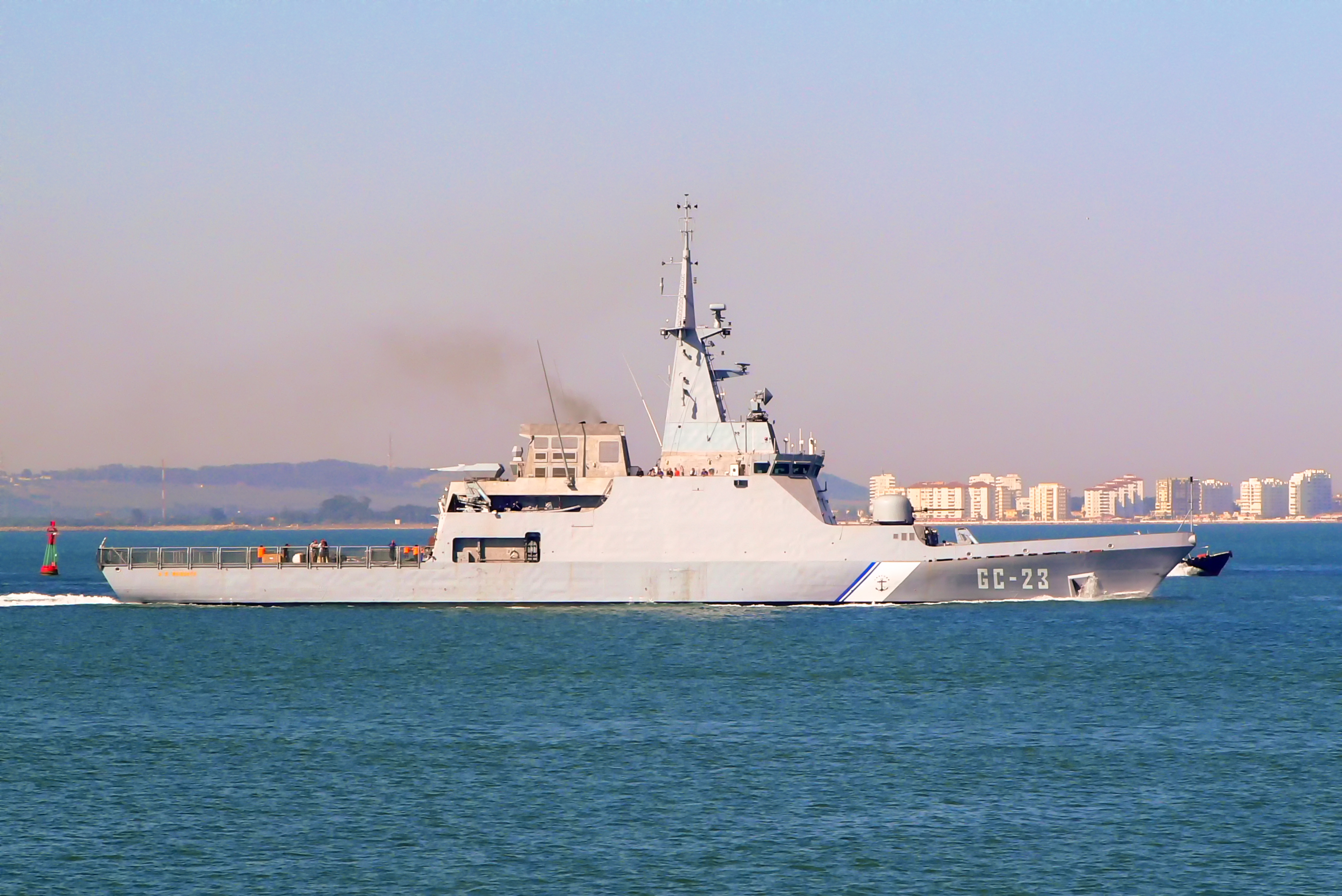
AB Naiguatá (GC-23).

Venezuela y Portugal ya habían tenido roces a inicios del mismo año, cuando las autoridades venezolanas detuvieron el 13 de febrero en el Aeropuerto Internacional de Maiquetía Simón Bolívar a Juan José Márquez, tío del presidente de Venezuela (parcialmente reconocido) Juan Guaidó, y lo acusaron de presuntamente trasladar explosivos C4 con complicidad de la aerolínea que lo trajo al país, la portuguesa TAP. Para entonces Venezuela suspendió por 90 días en su territorio las operaciones de la mencionada aerolínea. Portugal rechazó las acusaciones del gobierno venezolano y a José Márquez se le inició una investigación.
El 24 de febrero los cancilleres Augusto Santos Silva de Portugal y Jorge Arreaza de Venezuela se reunieron para intentar superar el incidente.

## Crisis

#### Incidente
El 30 de marzo el AB Naiguatá (GC-23), a las 00:45 horas (hora venezolana) un buque guardacostas venezolano, divisó al crucero portugués Resolute, y le pidió que lo siguiera a un puerto venezolano. El capitán del Resolute consultaba con sus superiores, cuando el Naiguatá colisionó a propósito con la proa del crucero con la aparente intención de desviar su curso hacia costas venezolanas. Sin embargo, el Resolute es un barco con estructura reforzada para navegar en campos de hielo, lo que ocasionó que el Naiguatá hiciera agua y terminara hundiéndose. Su tripulación fue rescatada por barcos venezolanos y el Resolute, que no se vio tan afectado, después de aguardar en el área recibió instrucciones de dirigirse a Curazao.
El Resolute con sus 32 tripulantes se encontraba a la deriva ya hace un día. El Ministerio para la Defensa de Venezuela informó que logró rescatar a los 40 tripulantes del Naiguatá.

#### Tensión diplomática
El gobierno venezolano de Nicolás Maduro (parcialmente reconocido) denunció el suceso tildándolo de «acto de piratería internacional» y aseguró que el barco transportaba mercenarios que tenían la misión de atacar objetivos militares en la costa de Venezuela. También pidió al gobierno de Curazao iniciar una investigación contra el Resolute, de igual manera la Fuerza Armada Nacional Bolivariana tildó «la acción» al crucero portugués de «cobarde y criminal». El gobierno de Portugal se ofreció a ayudar en las investigaciones.
El 1 de abril, Curazao informó que no tenía acceso al Resolute. El 2 de abril, Nicolás Maduro expresó que «alguien del norte» evita que Curazao investigara lo sucedido, en referencia a los Estados Unidos.